# Luiz Inácio Lula da Silva
Luiz Inácio Lula da Silva (IPA: [luˈiz iˈnasju ˈlulɐ dɐ ˈsiwvɐ]) (Caetés (Pernambuco), 27 oktober 1945), geboren als Luiz Inácio da Silva, koosnaam Lula, is een Braziliaans politicus. Sinds 1 januari 2023 is hij de 39e president van Brazilië. Eerder al, van 1 januari 2003 tot 1 januari 2011, was hij de 35e president van dat land. Als socialist was hij de meest linkse Braziliaanse president sinds João Goulart in 1961-1964. Van april 2018 tot november 2019 zat hij gevangen wegens corruptie. Hij is een van de oprichters van de Partido dos Trabalhadores (PT).

## Jeugd
Lula werd geboren in een arme, ongeletterde boerenfamilie in Caetés (toen nog een district in de gemeente Garanhuns) in de Braziliaanse staat Pernambuco. Zijn geboortedatum is vastgesteld op 6 oktober 1945, hoewel hij er de voorkeur aan geeft de datum te gebruiken die zijn moeder zich herinnerde, namelijk 27 oktober. In Brazilië is het niet ongewoon dat in plattelandsprovincies de geboortedatum niet geheel juist is.
Kort na de geboorte van Lula verhuisde zijn vader naar de kuststad Guarujá (in de staat São Paulo). Lula's moeder en haar acht kinderen volgden hem in 1952, na een reis van 13 dagen in de laadbak van een truck. Hoewel de levensomstandigheden er ten opzichte van hun oude woonplaats op vooruit gegaan waren, was het leven nog steeds niet bepaald gemakkelijk te noemen.
Lula heeft nauwelijks officieel onderwijs gevolgd, hij verliet school in de vierde klas en zijn beroepsmatige leven begon op zijn twaalfde als schoenpoetser en straatverkoper. Op veertienjarige leeftijd kreeg hij zijn eerste officiële baan in de koperindustrie. Da Silva ging uiteindelijk toch studeren en haalde een diploma gelijkwaardig met de middelbare school.
In 1956 verhuisde zijn familie nogmaals, maar nu naar de stad São Paulo, die meer kansen en mogelijkheden bood. Lula, zijn moeder en zeven broers en zussen woonden daar in een klein vertrek achter een café. Op negentienjarige leeftijd verloor Da Silva zijn linkerpink tijdens een ongeluk in een fabriek voor auto-onderdelen. Rond deze tijd raakte hij betrokken bij vakbondsactiviteiten en leidde hij diverse stakingen. Het dictatoriaal regime van Brazilië beteugelde de vakbonden sterk en in reactie hierop schoven de denkbeelden van Lula verder op naar links.

## Vroege politieke carrière
Op 10 februari 1980 stichtte Da Silva samen met een groep academici, vakbondsleiders en intellectuelen de Partido dos Trabalhadores (PT) (Arbeiderspartij), een linksgeoriënteerde partij met progressieve ideeën.
In 1982 nam hij zijn koosnaam Lula aan als onderdeel van zijn wettelijke naam. In 1983 hielp hij met het stichten van de centrale vakbondsorganisatie Central Única dos Trabalhadores (CUT).
In 1984 steunden Lula en PT de campagne van de populaire Diretas Já, waarbij ze vroegen om een directe volksstemming voor de volgende presidentsverkiezingen. Volgens de Braziliaanse grondwet uit 1967 werden presidenten echter gekozen door de verenigde vergadering van beide parlementskamers en de vertegenwoordigers van alle staatslegislaturen. Dit werd in het algemeen gezien als niet meer dan een farce, aangezien sinds de militaire coup alleen hooggeplaatst militair personeel werd "gekozen" na een besloten vergadering van hoge militairen. Als een direct gevolg van de campagne, en na jaren van publiek protest, waren de verkiezingen van 1989 de eerste in 29 jaar waarbij de president direct door het volk werd gekozen.
Lula stelde zich in 1982 voor het eerst verkiesbaar voor het gouverneurschap van de staat São Paulo. Hij verloor, maar wist voor zijn partij wel voldoende stemmen binnen te halen om haar voortbestaan te verzekeren. In de verkiezingen van 1986 behaalde Lula een zetel in het Nationaal Congres van Brazilië, met een gemiddeld percentage van de stemmen. De PT hielp mee de post-dictatoriale grondwet te schrijven, waarbij ze garanties vastlegde voor arbeidersrechten, maar slaagde er niet in een herverdeling van het agrarische land te bewerkstelligen. Hoewel zij meewerkten aan het schrijven ervan, weigerden Lula en zijn partij de nieuwe grondwet goed te keuren.
In 1989, nog steeds als lid van het Nationaal Congres, stelde Lula zich namens de PT verkiesbaar als presidentskandidaat. Hoewel hij in een groot deel van de Braziliaanse samenleving populair was, werd hij gevreesd door de grote magnaten en mensen met financiële belangen, en werd belasterd door de media, maar had ook last van onregelmatigheden bij de verkiezingen, zoals het plotseling niet aanwezig blijken te zijn van stembussen in plaatsen - meestal in arme buurten - waar Lula veel stemmen verwachtte te behalen. Dit heeft aanzienlijk bijgedragen aan het voor Lula da Silva negatieve resultaat van de verkiezingen. Het feit dat zijn arbeiderspartij bestond uit een los samenwerkingsverband van vakbonden, anti-armoedeactivisten, linkse katholieken, centrumlinkse sociaaldemocraten en kleine trotskistische groeperingen, hoewel zij in grote mate ideologisch dezelfde insteek hadden, bracht hem ook veel wantrouwen binnen de middenstand van Brazilië, juist omdat PT in staat was zichzelf te representeren als de eerste arbeidersbeweging die opgezet was door het gewone volk. In tegenstelling tot de PT was Vargas' Braziliaanse Arbeiderspartij grotendeels een top-down organisatie, opgezet rond de grote bonzen van de vakbondsbureaucratie.
Lula weigerde zich herkiesbaar te stellen als congreslid in 1990, omdat hij te veel bezig was met het uitbreiden van de organisatie van de PT in het hele land. Hij stelde zich opnieuw verkiesbaar voor het presidentschap in 1994 en 1998. Aangezien het politieke klimaat in de jaren 1990 voornamelijk werd beheerst door het monetaire stabilisatieplan rond de Braziliaanse real, dat een einde maakte aan decennia van extreme inflatie, verloor Lula in 1994 (in de eerste ronde) van de minister van financiën (en uit dien hoofde verantwoordelijk voor de real) Fernando Henrique Cardoso, die zich herkiesbaar stelde in 1998, waar hij al in de eerste ronde meer dan de helft van de stemmen behaalde.

## Eerste presidentschap (2003-2010)

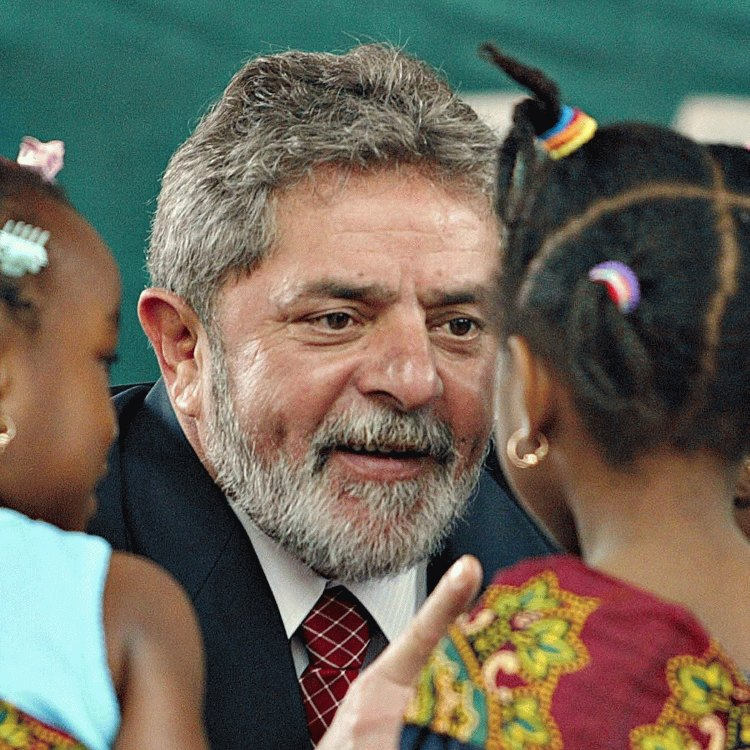
Staatsbezoek aan Mozambique, november 2003.

Lula werd verkozen tot president nadat hij op 27 oktober 2002 de tweede verkiezingsronde won met 61% van de stemmen, waarbij hij de centrumkandidaat José Serra van de Sociaaldemocratische Partij van Brazilië versloeg. Als president zette hij omvangrijke sociale programma's in werking, die onder andere het hoger onderwijs toegankelijker maakten, de huisvesting van Braziliës armste inwoners verbeterde, tientallen miljoenen mensen vaccinaties verschaften en Brazilië zonder kleerscheuren door de kredietcrisis loodsten.
Lula en zijn ministers moesten voortdurend zoeken naar parlementaire meerderheden voor hun voorstellen. In 2005 kwam aan het licht dat daarbij smeergeld was betaald (zie Mensalão-schandaal). De secretaris-generaal van de PT José Genuíno, enkele ministers en kabinetschef José Dirceu moesten aftreden. De laatste werd opgevolgd door Lula's partijgenote Dilma Rousseff.
Lula stelde zich herkiesbaar als president, maar liep op 1 oktober 2006 door een te laag stemmenpercentage bijna de tweede verkiezingsronde mis. In de tweede ronde versloeg hij zijn tegenstander echter met een ruime marge; Lula vergaarde meer dan 60% van de stemmen. Hij beloofde de Braziliaanse economie de komende vier jaar te laten groeien en wilde de verschillen tussen arm en rijk verkleinen. Op 1 januari 2011 eindigde zijn tweede ambtstermijn en werd hij opgevolgd door Rousseff. Bij zijn aftreden bedroeg in peilingen zijn positief waarderingspercentage liefst 83%. De hoogconjunctuur die Lula's beleid had bewerkstelligd bleek echter niet bestendig, zodat Rousseff in 2014 met een recessie werd geconfronteerd, die haar het presidentschap kostte.
Op 29 oktober 2011 werd keelkanker vastgesteld bij de kettingrokende ex-president. Vijf maanden later, in maart 2012, werd een verklaring uitgegeven dat de chemotherapie succes had gehad en de kanker verdwenen was.

## Corruptieschandalen
Begin maart 2016 werd Lula ondervraagd op een politiekantoor in São Paulo en deed de politie in het kader van Operatie Lava Jato een reeks huiszoekingen in zijn huis en bij zijn stichting, in verband met het corruptieschandaal rond het Braziliaanse staatsbedrijf Petrobras. Diverse bedrijven zouden geld hebben doorgesluisd naar Lula's socialistische Arbeiderspartij (PT) en individuele personen in ruil voor het door de oliegigant aangaan van te dure contracten met deze bedrijven. Twee weken later accepteerde hij om vervolging te voorkomen een ministerspost in de regering van zijn opvolgster Dilma Rousseff; officieel werd hij stafchef van de Braziliaanse president. Als minister zou een eventuele vervolging voor corruptie een stuk moeilijker worden omdat alleen het Braziliaanse hooggerechtshof ministers mag vervolgen. In verschillende Braziliaanse steden kwam het na de benoeming tot straatprotesten.
Op 17 maart 2016 werd Lula als minister ingezworen, maar nog dezelfde dag vonniste een federale rechtbank dat de benoeming onwettig was. Volgens de rechtbank was Lula alleen aangesteld om te voorkomen dat hij door justitie vervolgd kon worden. Het hooggerechtshof bevestigde de beslissing. Lula werd op 29 juli 2016 in staat van beschuldiging gesteld voor obstructie van de rechtsgang, wegens het laten omkopen van een voormalige directeur van Petrobras. Volgens de openbaar aanklager zou Lula geregeld hebben dat de oud-directeur geld kreeg om zijn advocaat te betalen, in ruil waarvoor hij moest zwijgen over de betrokkenheid van een tussenpersoon in het omkoopschandaal.
Op 14 september 2016 werd Lula door het OM opnieuw aangeklaagd. Hij werd er van verdacht bij het omkoopschandaal de leidende rol te hebben gespeeld en zichzelf te hebben verrijkt ter waarde van 3,7 miljoen real, omgerekend zo'n 990.000 euro, grotendeels in de vorm van een appartement in Guarujá - SP, een cadeau van ingenieursbedrijf OAS SA. Petrobras zou volgens het OM door de omkoopaffaire 46 miljard real te veel hebben betaald aan bedrijven die een verbintenis aangingen met de oliegigant, omgerekend ruim 11 miljard euro. Op 12 juli 2017 werd hij veroordeeld tot een gevangenisstraf van negen jaar en zes maanden. Hij mocht in vrijheid het hoger beroep afwachten.
Lula reageerde op de veroordeling door deze als politiek gemotiveerd te bestempelen. Prof. Kees Koonings (UvA) geeft diverse redenen om aan te nemen dat hij gelijk heeft: de veroordeling is gebaseerd op slechts één getuigenverklaring, afgenomen zonder aanklager, werd uitgesproken door een rechter die banden heeft met president Temer (zelf verdachte in veel grotere corruptiezaken), en dwarsboomt Lula's kandidatuur voor president bij de verkiezingen van 2018.
In hoger beroep werd op 25 januari 2018 voor dezelfde feiten Lula's straf verhoogd naar een celstraf van twaalf jaar en één maand. De voormalige president van Brazilië zocht daarop zijn heil bij het hooggerechtshof, dat op 5 april 2018 met zes tegen vijf vonniste dat Lula aan zijn gevangenisstraf moest beginnen in afwachting van verdere beroepszaken. In São Paulo kwamen 20.000 mensen tezamen om in een demonstratie zijn onmiddellijke arrestatie af te dwingen, terwijl Lula's eigen supporters op hun beurt weer tegen zijn arrestatie ageerden. Een dag later moest Lula zich bij de federale politie melden om aan zijn celstraf te beginnen, maar hij verschanste zich met enkele honderden medestanders in het kantoor van de metaalarbeidersvakbond te São Paulo. Op 7 april 's avonds droeg hij zichzelf over aan de politie om aan zijn celstraf te beginnen.
Op 6 februari 2019 werd Lula veroordeeld tot een extra gevangenisstraf van twaalf jaar en elf maanden. De rechtbank achtte bewezen dat hij zich had laten omkopen door twee bouwbedrijven die een boerderij die hij en zijn familie bewoonden en volledig hadden ingericht, verbouwden zonder daarvoor geld te vragen. Lula verdedigde zich door aan te geven dat het huis niet op zijn naam stond.
In november 2019 werd hij na 580 dagen vrijgelaten. Het hooggerechtshof had een dag eerder een uitspraak gedaan waarmee veroordeelden pas naar de gevangenis gaan als alle beroepsmogelijkheden zijn uitgeput. In maart 2021 oordeelde het hooggerechtshof dat de toenmalige rechtbank van Curitiba niet bevoegd was om de zaak tegen Lula te behandelen. Met deze positieve uitspraak kreeg hij zijn politieke rechten terug en kon hij weer deelnemen aan de presidentsverkiezingen.

## Verkiezingen presidentschap 2022
Op 21 juli 2022 werd Lula de officiële kandidaat van de PT voor de Braziliaanse presidentsverkiezingen in oktober 2022. Dit is de zesde keer dat hij met de verkiezingen meedeed. De 76-jarige nam het op tegen de zittende president Jair Bolsonaro. In de peilingen was Lula favoriet. Op 30 oktober 2022 werd Lula voor de tweede keer verkozen als president van Brazilië. Hij kreeg 50,9% van de stemmen tegen 49,1% voor Bolsonaro. Zijn presidentiële termijn ging op 1 januari 2023 in.

## Tweede presidentschap (2023-heden)
Op 1 januari 2023 hield Lula da Silva voor het Congres in Brasilia zijn inaugurale rede. Op 8 januari 2023 vond een bestorming van de overheidsgebouwen in Brasilia plaats door een menigte aanhangers van oud-president Bolsonaro. Zij waren het niet eens met de verkiezingswinst van Lula.

## Privé
Lula trouwde in 1969 met Maria de Lourdes. Twee jaar later stierf ze aan hepatitis samen met hun ongeboren zoon. In 1974 kreeg Lula een dochter, Lurian, met zijn toenmalige vriendin Miriam Cordeiro. In datzelfde jaar trouwde hij met Marisa Letícia Rocco Casa, een weduwe met wie hij drie zonen kreeg. Hij adopteerde ook haar zoon uit haar eerdere huwelijk. Zijn tweede vrouw stierf in 2017 aan een hersenbloeding. Vijf jaar later trouwde hij met Rosângela da Silva.

## Onderscheidingen
Onder meer:
- In 2008 werd hij onderscheiden met de Félix Houphouët-Boigny-Vredesprijs van de UNESCO.
- In 2012 kreeg hij de Four Freedoms Award.